# 소켓 F+
소켓 F+(내부적으로 소켓 Fr2)는 K10 CPU 제품군의 45nm 세대부터 시작하는 AMD 서버 프로세서용 CPU 소켓이다. 소켓 F의 후속 제품이다. 두 소켓의 주요 차이점은 지원되는 하이퍼트랜스포트 버전이며, 소켓 F는 1.0GHz 속도에서 하이퍼트랜스포트 2.0을 지원하고, 소켓 F는 최대 2.6GHz 속도에서 하이퍼트랜스포트 3.0을 지원하며 버전 1.0, 2.0과 역호환된다.

## 같이 보기
- AMD 마이크로프로세서 목록